# Orgeval (Yvelines)
Pour les articles homonymes, voir Orgeval.
Orgeval est une commune française située dans le département des Yvelines en région Île-de-France.
Ses habitants sont appelés les Orgevalais.

## Géographie

### Localisation et description
Proche de Poissy et de Saint-Germain-en-Laye, Orgeval n'est pas très éloignée de Paris (31 km), Mantes-la-Jolie (23 km), Pontoise (22 km) et Versailles (22 km).
Elle occupe un site de coteaux en pente descendant vers le nord, dominant la Seine et adossés à des hauteurs boisées, prolongeant les reliefs de la forêt de Marly vers l'est et celle des Alluets vers l'ouest.
Le territoire est majoritairement rural (80 %) et comprend 310 ha de bois. La partie urbanisée couvre environ 180 hectares et se compose très majoritairement d'habitat individuel réparti dans le bourg et les nombreux hameaux qui l'entourent, progressivement reliés entre eux par des zones de lotissements[réf. nécessaire].
La commune compte un fort déficit de logements sociaux, avec environ 6 % en 2015, et ne respecte pas les prescriptions de la Loi relative à la solidarité et au renouvellement urbains (loi SRU) qui lui imposent de comprendre 25 % de logements locatifs sociaux. La municipalité a impulsé la construction de 107 logements sociaux entre 2014 et 2016, ce qui permet à la commune de sortir de l’état de carence, et prévoit 140 nouveaux logements pour 2017.
Une importante zone d'activités commerciales s'est implantée dans l'espace compris entre la RD 113 et l'autoroute. On y retrouvait notamment un centre commercial « Art de vivre » fermé maintenant depuis 2020.

### Hydrographie
La commune est drainée par différents ruisseaux coulant du sud vers le nord et qui se rejoignent pour former le ru d'Orgeval, dont le cours orienté vers le nord-ouest rejoint la Seine aux Mureaux.

### Communes limitrophes
Les communes limitrophes sont Crespières et Feucherolles au sud, Villennes-sur-Seine et Médan au nord, Poissy à l'est, Les Alluets-le-Roi et Morainvilliers à l'ouest.

### Transports et déplacements

#### Réseau viaire
Orgeval est traversée dans sa partie nord par deux grands axes de communication : la route départementale 113 (dite route de quarante sous), ex-route nationale 13 et l'autoroute de Normandie (A13). Dans le nord-est de la commune se trouve l'échangeur qui relie l'A13 et la D 113, et donne accès également à l'A14, autoroute à péage qui débouche directement à La Défense.

#### Circulations douces
Aucun aménagement cyclable n'y a été réalisé[Quand ?].
La commune est traversée par un sentier de grande randonnée, le GR 1, qui relie Médan au nord à Feucherolles au sud.

#### Transports en commun
La commune d'Orgeval est desservie par 12 lignes de bus principalement du réseau de bus Poissy - Les Mureaux. Elles relient Orgeval aux pôles de La Défense, Les Mureaux, Plaisir, Poissy, Saint-Quentin-en-Yvelines, Saint-Germain-en-Laye, Verneuil-sur-Seine et Versailles.
- La ligne 6512 (Anciennement 12) : Gare Sud de Poissy <> Orgeval <> Morainvilliers ;
- La ligne 5314  (Anciennement 14) : Gare de Maule <> Gare Sud de Poissy <> Saint-Germain-en-Laye ;
- La ligne 6534 (Anciennement 34) : Poissy Médiathèque <> Poissy Bethemont ;
- Les lignes 6570 / 6582 (Scission de l'ancienne 70) : Gare des Mureaux <> Gare de Saint-Germain-en-Laye ;
- La ligne 6571 (Anciennement 71) : Gare Sud de Poissy <> Ecquevilly Clos des Bois ;
- La ligne 7801 (Anciennement Express 100) : Gare des Mureaux <> Gare de Plaisir - Grignon <> Gare de Saint-Quentin-en-Yvelines ;
- La ligne 7822 (Anciennement A14 - Verneuil) : Gare de Vernouillet - Verneuil <> Orgeval 40 Sous / route d'Orgeval <> La Défense Terminal Jules Verne ;
- La ligne  7819 (Anciennement X419) : Gare des Mureaux <> Versailles Europe ;
- Le dimanche et les jours fériés, par la ligne 6503 (Anciennement 3) : Orgeval Maison Blanche <> Poissy La Coudraie <> Gare de Poissy Parvis <> Poissy Saint-Exupéry ;
- La ligne  5422 (Anciennement 22) : Gare de Mantes-la-Jolie <> Gare de Saint-Germain-en-Laye uniquement dans le sens vers Mantes  (à Partir du 1er Septembre 2025) ;
- La nuit, par la ligne N151 : Paris Gare Saint-Lazare <> Gare de Mantes-la-Jolie.

### Climat
Pour des articles plus généraux, voir Climat de l'Île-de-France et Climat des Yvelines.
En 2010, le climat de la commune est de type climat océanique dégradé des plaines du Centre et du Nord, selon une étude du CNRS s'appuyant sur une série de données couvrant la période 1971-2000. En 2020, Météo-France publie une typologie des climats de la France métropolitaine dans laquelle la commune est dans une zone de transition entre le climat océanique et le climat océanique altéré et est dans la région climatique  Sud-ouest du bassin Parisien, caractérisée par une faible pluviométrie, notamment au printemps (120 à 150 mm) et un hiver froid (3,5 °C). 
Pour la période 1971-2000, la température annuelle moyenne est de 10,9 °C, avec une amplitude thermique annuelle de 14,3 °C. Le cumul annuel moyen de précipitations est de 687 mm, avec 10 jours de précipitations en janvier et 7,8 jours en juillet. Pour la période 1991-2020, la température moyenne annuelle observée sur la station météorologique la plus proche, située sur la commune de Maule à 9 km à vol d'oiseau, est de 11,8 °C et le cumul annuel moyen de précipitations est de 677,0 mm,. Pour l'avenir, les paramètres climatiques de la commune estimés pour 2050 selon différents scénarios d'émission de gaz à effet de serre sont consultables sur un site dédié publié par Météo-France en novembre 2022.

## Urbanisme

### Typologie
Au 1er janvier 2024, Orgeval est catégorisée ceinture urbaine, selon la nouvelle grille communale de densité à sept niveaux définie par l'Insee en 2022.
Elle appartient à l'unité urbaine de Paris, une agglomération inter-départementale regroupant 407  communes, dont elle est une commune de la banlieue,,. Par ailleurs la commune fait partie de l'aire d'attraction de Paris, dont elle est une commune de la couronne,. Cette aire regroupe 1 929 communes,.

### Occupation des sols
Le tableau ci-dessous présente l'occupation des sols de la commune en 2018, telle qu'elle ressort de la base de données européenne d’occupation biophysique des sols Corine Land Cover (CLC).
| Type d’occupation                                              | Pourcentage | Superficie (en hectares) |
| -------------------------------------------------------------- | ----------- | ------------------------ |
| Tissu urbain discontinu                                        | 15,6 %      | 242                      |
| Zones industrielles ou commerciales et installations publiques | 5,3 %       | 82                       |
| Réseaux routier et ferroviaire et espaces associés             | 1,4 %       | 22                       |
| Espaces verts urbains                                          | 0,2 %       | 3                        |
| Équipements sportifs et de loisirs                             | 0,3 %       | 5                        |
| Terres arables hors périmètres d'irrigation                    | 38,3 %      | 593                      |
| Systèmes culturaux et parcellaires complexes                   | 8,5 %       | 131                      |
| Forêts de feuillus                                             | 30,4 %      | 470                      |
| Source : Corine Land Cover                                     |             |                          |

## Toponymie
Le nom de la localité est attesté sous la forme latinisée Orgivallis en 1180, française Orgeval au XIIIe siècle et latinisée Orgevallis en 1360.
Il s'agit d'une formation toponymique médiévale en -val « vallon, vallée », appellatif toponymique que les noms de lieux conservent parfois au féminin (cf. Laval, tout comme son étymon latin vallis qui est également féminin).
Le premier élément est un anthroponyme germanique, comme c'est souvent le cas dans les formations en -val (cf. Roberval, Renneval ou Ménerval, etc.). Albert Dauzat a proposé que ce nom germanique était Orgis. Ernest Nègre latinise cet anthroponyme en Orgisus, ce qui n'est pas nécessaire. Marianne Mulon a proposé Otgari, anthroponyme germanique mieux documenté.

## Histoire

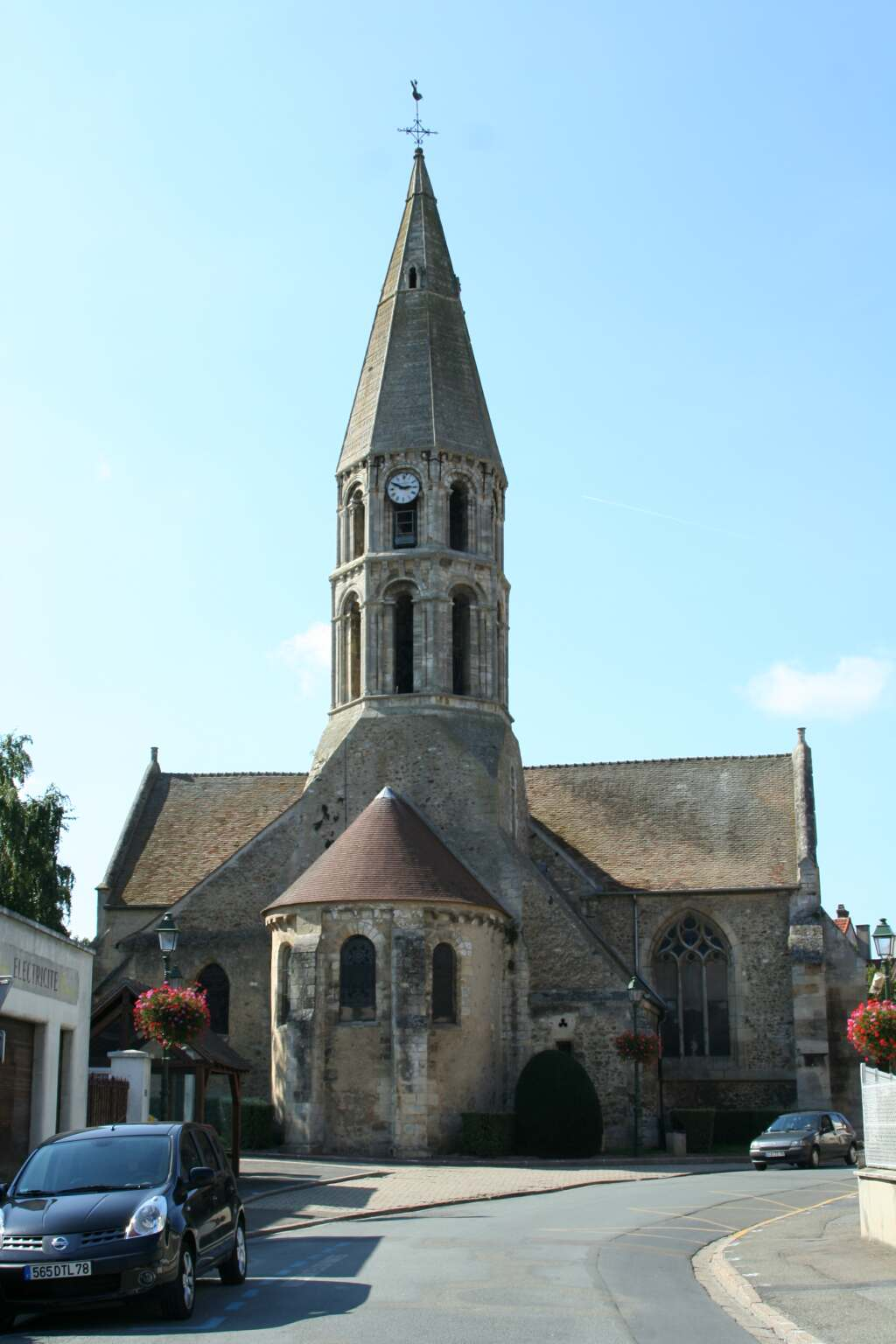
L'église Saint-Pierre-Saint-Paul.

Le site d'Orgeval est habité depuis la préhistoire, des outils en silex datés du néolithique y ont été retrouvés.
Une source y fut sans doute exploitée par les Gallo-Romains pour ses vertus thérapeutiques. Elle a d'ailleurs été redécouverte vers 1708 par le médecin de l'abbaye. Malgré tout, son usage fut abandonné vers 1850.
Mais sa première mention dans l'Histoire est la fondation de l'abbaye Notre-Dame d'Abbecourt en 1180 par Gasce de Poissy, suzerain d'Orgeval. Cette abbaye d'hommes qui dépendait du diocèse de Chartres, située près de l'hôtel du Moulin d'Orgeval, fut détruite vers le début du XIXe siècle.
Orgeval possède de nos jours l'église Saint-Pierre-Saint-Paul, d'architecture romane du XIe siècle avec une flèche et une tour octogonale. La nef est du XVIe siècle.
Jeanne d'Arc y passa en allant délivrer Poissy et on y rechercha l'or au début du XVIIe siècle.

## Politique et administration

### Rattachements administratifs et électoraux
Jusqu’à la loi du 10 juillet 1964, la commune faisait partie du département de Seine-et-Oise. Le redécoupage des anciens départements de la Seine et de Seine-et-Oise fait que la commune appartient désormais au département des Yvelines après un transfert administratif effectif le 1er janvier 1968. Depuis 1962, elle fait partie de l'arrondissement de Saint-Germain-en-Laye. Pour l'élection des députés, elle est rattachée depuis 1988 à la douzième circonscription des Yvelines.
La commune faisait partie de 1793 à 1967 du canton de Poissy. Dans le cadre de la mise en place du département des Yvelines, elle est alors intégrée au canton de Poissy-Sud. Dans le cadre du redécoupage cantonal de 2014 en France, la commune est désormais intégrée au Verneuil-sur-Seine.

### Intercommunalité
La commune, jusqu'alors isolée, intègre en 2012 la communauté d'agglomération des Deux Rives de Seine.
Dans le cadre des dispositions de la Loi de modernisation de l'action publique territoriale et d'affirmation des métropoles (loi MAPAM), qui impose la création d'intercommunalités d'au moins 200 000 habitants dans les départements de la grande couronne de Paris, la communauté d'agglomération des Deux Rives de Seine fusionne avec d'autres structures intercommunales pour former le 1er janvier 2015 la communauté urbaine dénommée Grand Paris Seine et Oise (GP S&O) dont la commune est désormais membre.

### Liste des maires
| Période                                  | Période                   | Identité                     | Étiquette         | Qualité                                                 |
| ---------------------------------------- | ------------------------- | ---------------------------- | ----------------- | ------------------------------------------------------- |
| Les données manquantes sont à compléter. |                           |                              |                   |                                                         |
| février 1790                             | juin 1790                 | François Philippe Perrin     |                   |                                                         |
| juin 1790                                | novembre 1791             | Jean-Baptiste Beuzeville     |                   |                                                         |
| novembre 1791                            | décembre 1792             | François Philippe Perrin     |                   |                                                         |
| décembre 1792                            | janvier 1794              | François Prevost             |                   |                                                         |
| janvier 1794                             | septembre 1795            | Louis Malingre               |                   | Cultivateur                                             |
| septembre 1795                           | février 1796              | Jacques Dominique Beuzeville |                   | Cultivateur                                             |
| mars 1796                                | mars 1799                 | Pierre Letrotteur            |                   |                                                         |
| mars 1799                                | mai 1800                  | Guillaume Dagomet            |                   | Maire provisoire                                        |
| mai 1800                                 | avril 1801                | Louis François Marchal       |                   |                                                         |
| juin 1801                                | mars 1812                 | Nicolas Demarine             |                   | Cultivateur                                             |
| avril 1812                               | mai 1825                  | Denis Metayer                |                   | Sous-inspecteur des Eaux et Forêts                      |
| juillet 1825                             | novembre 1831             | Antoine Lambert              |                   |                                                         |
| novembre 1831                            | mai 1832                  | Philippe Sauveur Masson      |                   |                                                         |
| mai 1832                                 | juillet 1837              | Antoine Lambert              |                   |                                                         |
| juillet 1837                             | juin 1842                 | Thomas-André Téhy            |                   |                                                         |
| juin 1842                                | septembre 1843            | Pierre Félix Boudin          |                   |                                                         |
| septembre 1843                           | septembre 1848            | Thomas-André Téhy            |                   |                                                         |
| septembre 1848                           | décembre 1851             | Athanase Louis Guinefolle    |                   |                                                         |
| décembre 1851                            | juillet 1852              | Thomas-André Téhy            |                   |                                                         |
| juillet 1852                             | mai 1871                  | Bertrand Desbrunais          |                   |                                                         |
| mai 1871                                 | février 1875              | Nicolas Legendre             |                   |                                                         |
| février 1875                             | mai 1888                  | François Hippolyte Beaunier  |                   |                                                         |
| mai 1888                                 | mai 1892                  | Eugène Antoine Dedouvre      |                   |                                                         |
| mai 1892                                 | mai 1925                  | Théophile Frédéric Chartier  |                   | Fondateur du Bouillon Chartier                          |
| mai 1925                                 | mai 1935                  | Georges Blouin               |                   |                                                         |
| mai 1935                                 | octobre 1947              | Henri Griset                 |                   | Industriel Directeur des fonderies Griset               |
| octobre 1947                             | octobre 1956              | Georges Rouget               |                   |                                                         |
| octobre 1956                             | mars 1959                 | Henri Griset                 |                   | Industriel                                              |
| mars 1959                                | mars 1977                 | Roger Laporte                |                   | Agriculteur                                             |
| mars 1977                                | mars 1983                 | Marcel Cotard                | DVD               |                                                         |
| mars 1983                                | mars 1989                 | Philippe Gayet               | UDF-CDS           |                                                         |
| mars 1989                                | mars 2001                 | Bernard de Saint-Léger       | RPR               | Maire honoraire Chevalier de l'Ordre national du Mérite |
| mars 2001                                | décembre 2017             | Yannick Tasset               | UMP → LR          | Médecin Démissionnaire                                  |
| janvier 2018                             | mai 2020                  | Jean-Pierre Juillet          | DVD               | Retraité, ancien premier adjoint                        |
| mai 2020                                 | En cours (au 7 juin 2020) | Hervé Charnallet             | DVD puis Horizons | Chef d’entreprise                                       |

## Population et société

### Démographie

#### Évolution démographique
L'évolution du nombre d'habitants est connue à travers les recensements de la population effectués dans la commune depuis 1793. Pour les communes de moins de 10 000 habitants, une enquête de recensement portant sur toute la population est réalisée tous les cinq ans, les populations de référence des années intermédiaires étant quant à elles estimées par interpolation ou extrapolation. Pour la commune, le premier recensement exhaustif entrant dans le cadre du nouveau dispositif a été réalisé en 2005.

En 2022, la commune comptait 7 092 habitants, en évolution de +15,62 % par rapport à 2016 (Yvelines : +2,72 %, France hors Mayotte : +2,11 %).
| 1793  | 1800  | 1806  | 1821  | 1831  | 1836  | 1841  | 1846  | 1851  |
| ----- | ----- | ----- | ----- | ----- | ----- | ----- | ----- | ----- |
| 1 385 | 1 500 | 1 494 | 1 635 | 1 593 | 1 644 | 1 631 | 1 414 | 1 399 |

| 1856  | 1861  | 1866  | 1872  | 1876  | 1881  | 1886  | 1891  | 1896  |
| ----- | ----- | ----- | ----- | ----- | ----- | ----- | ----- | ----- |
| 1 283 | 1 259 | 1 305 | 1 330 | 1 341 | 1 302 | 1 374 | 1 348 | 1 373 |

| 1901  | 1906  | 1911  | 1921  | 1926  | 1931  | 1936  | 1946  | 1954  |
| ----- | ----- | ----- | ----- | ----- | ----- | ----- | ----- | ----- |
| 1 348 | 1 303 | 1 410 | 1 304 | 1 464 | 1 493 | 1 490 | 1 525 | 1 742 |

| 1962  | 1968  | 1975  | 1982  | 1990  | 1999  | 2005  | 2006  | 2010  |
| ----- | ----- | ----- | ----- | ----- | ----- | ----- | ----- | ----- |
| 1 948 | 2 106 | 3 236 | 3 936 | 4 509 | 4 801 | 5 359 | 5 456 | 5 855 |

| 2015  | 2020  | 2022  | - | - | - | - | - | - |
| ----- | ----- | ----- | - | - | - | - | - | - |
| 6 045 | 6 849 | 7 092 | - | - | - | - | - | - |

#### Pyramide des âges
En 2018, le taux de personnes d'un âge inférieur à 30 ans s'élève à 37,9 %, soit en dessous de la moyenne départementale (38 %). De même, le taux de personnes d'âge supérieur à 60 ans est de 20,4 % la même année, alors qu'il est de 21,7 % au niveau départemental.
En 2018, la commune comptait 3 197 hommes pour 3 282 femmes, soit un taux de 50,66 % de femmes, légèrement inférieur au taux départemental (51,32 %).
Les pyramides des âges de la commune et du département s'établissent comme suit.
| Hommes | Classe d’âge | Femmes |
| ------ | ------------ | ------ |
| 0,4    | 90 ou +      | 0,8    |
| 6,2    | 75-89 ans    | 7,3    |
| 13,2   | 60-74 ans    | 12,8   |
| 23,1   | 45-59 ans    | 23,3   |
| 17,3   | 30-44 ans    | 19,6   |
| 15,7   | 15-29 ans    | 14,3   |
| 24,0   | 0-14 ans     | 21,9   |

| Hommes | Classe d’âge | Femmes |
| ------ | ------------ | ------ |
| 0,6    | 90 ou +      | 1,4    |
| 6      | 75-89 ans    | 7,8    |
| 13,5   | 60-74 ans    | 14,8   |
| 20,7   | 45-59 ans    | 20,1   |
| 19,6   | 30-44 ans    | 19,9   |
| 18,5   | 15-29 ans    | 16,8   |
| 21,2   | 0-14 ans     | 19,2   |

## Économie
- Taux de chômage (1999) : 6,8 % contre 12,9 % en moyenne française.
- Revenu moyen par ménage : en 2012, la moyenne était de 62 962 €/an[39] contre 20 363 €/an en moyenne française.
- En 2011, le revenu fiscal de référence par ménage et par an s'élevait à 56 941 €, ce qui plaçait Orgeval au 69e rang national parmi les 31 604 communes de plus de 50 ménages en métropole. Cette moyenne est légèrement inférieure à celles de certaines communes voisines telles que Aigremont (71 629 €), Villennes-sur-Seine (66 608 €) ou encore Morainvilliers (57 490 €)[40], bien que restant extrêmement haut par rapport à celle de la région et du pays. La ville d'Orgeval est une commune résidentielle recherchée des Yvelines et les prix de l'immobilier y sont très élevés (compter plus d'un million d'euros pour plusieurs quartiers[réf. nécessaire]).
- La commune compte environ six banques et neuf agences immobilières[Quand ?].

## Culture locale et patrimoine

### Lieux et monuments
- Église Saint-Pierre-Saint-Paul.
- Château de la Bruneterie (rasé en 2017). Seul le parc du château est existant.
- Château de Feugères.
- Château du Haut-Orgeval.
- Abbaye Notre-Dame d'Abbecourt. (ruines) : Il semble qu'un simple oratoire originel est transformé en abbaye vers 1148 par un certain Gasce, originaire de Poissy. Il demande à des moines de l'Ordre des chanoines réguliers de Prémontré, aussi connus sous le nom de Prémontrés ou Norbertins, d'en prendre la direction ; les premiers moines venant de l'abbaye de Marcheroux. Ravagée en 1340, rasée par les Anglais en 1420 et 1437, restaurée au XVIIIe siècle, elle est fermée lors de la Révolution de 1789 puis utilisée comme carrière de pierres. Il en reste que le toponyme, « Allée d'Abbecourt ».
- Chapelle Saint-Jean.

### Personnalités liées à la commune
Quelques Orgevalais célèbres :
- Georges Docquois (1863-1927), romancier, dramaturge, scénariste, revuiste et poète français, y est mort.
- Paul Strand (1890-1976), photographe et cinéaste américain, y vécut avec sa 3e épouse, Hazel Kingsbury Strand, de 1949 à sa mort en 1976. Il y est mort.
- Claude Rich  (1929-2017), est inhumé au cimetière communal[41].
- Catherine Rich (1932-2021), actrice, est inhumée au cimetière communal.
- Alain Gillot-Pétré (1950-1999), journaliste, présentateur météo, y a vécu[réf. nécessaire].
- Inoxtag (2002-), vidéaste et streamer français d'origine algérienne, y a grandi et y habite.

### Héraldique
| Blason de Orgeval (Yvelines) | Blason  | D'or à l'aigle d'azur. |
| Blason de Orgeval (Yvelines) | Détails | Le blason d'Orgeval est inspiré de celui de Jean VII Enguerrand, abbé de l'abbaye Notre-Dame d'Abbecourt à Orgeval (ordre des Prémontrés) vers 1550. Le statut officiel du blason reste à déterminer. |